# Exyra ridingsii
Exyra ridingsii är en fjärilsart som beskrevs av Riley 1874. Exyra ridingsii ingår i släktet Exyra och familjen nattflyn. Inga underarter finns listade i Catalogue of Life.